# Never Say Goodbye (Bon Jovi)
Never Say Goodbye è una canzone dei Bon Jovi, scritta da Jon Bon Jovi e Richie Sambora. Fu estratta come quarto e ultimo singolo dal terzo album in studio del gruppo, Slippery When Wet, nell'agosto del 1987. 
Non riuscì a raggiungere la top 10 della Billboard Hot 100 come le tre precedenti hit estratte dal disco, ma si piazzò comunque alla posizione #21 della Official Singles Chart nel Regno Unito.
La canzone è famosa per essere stata la prima vera e propria power ballad del gruppo, genere di cui i Bon Jovi diventeranno dei veri specialisti negli anni successivi. Per questo motivo, il brano è in netto contrasto con diverse altre tracce di Slippery When Wet, dal momento che è cantata con ritmo più lento e appare decisamente poco ottimista. Il suo testo, infatti, tratta di una relazione tra due giovani amanti, il cui desiderio è quello di stare insieme e di non separarsi mai.
La canzone fa parte del primo greatest hits del gruppo, Cross Road (1994).
Una cover di Never Say Goodbye in cinese è stata registrata dal gruppo taiwanese Power Station e pubblicata nel 2009.

## Videoclip
Il videoclip di Never Say Goodbye, come la maggior parte di quelli realizzati dai Bon Jovi negli anni ottanta, mostra alcune scene in cui il gruppo si esibisce dal vivo, evidenziando anche alcune foto d'infanzia dei vari membri della band. Nel video, Jon Bon Jovi canta con una chitarra acustica legata al corpo, che però suona solo occasionalmente. Ad un certo punto del clip, durante un assolo di chitarra di Richie Sambora, lo stesso Jon viene fatto innalzare sopra il pubblico attraverso una fune che lo tiene legato, per poi essere riportato normalmente di nuovo sul palco. In questo modo, infatti, la band
era solita chiudere i propri concerti durante lo Slippery When Wet Tour, dove Never Say Goodbye veniva eseguita proprio come ultima canzone.

## Omaggi
I Bon Jovi e Never Say Goodbye vengono citati dal cantante italiano Max Pezzali nel pezzo Come Bonnie e Clyde contenuto nel suo album Astronave Max del 2015.

## Formazione
- Jon Bon Jovi - voce, chitarra acustica
- Richie Sambora - chitarra solista, cori
- Alec John Such - basso, cori
- David Bryan - tastiere, cori
- Tico Torres - batteria

## Tracce
Versione americana (Mercury 888 806-7, 14 agosto 1987)
1. Never Say Goodbye - 5:10 (Jon Bon Jovi, Richie Sambora)
2. Edge of a Broken Heart - 7:25 (Bon Jovi, Sambora)

Versione europea (13 agosto 1987)
1. Never Say Goodbye - 5:10 (Jon Bon Jovi, Richie Sambora)
2. Shot Through the Heart (Live) (Bon Jovi, Sambora)

Versione internazionale
1. Never Say Goodbye - 5:10 (Jon Bon Jovi, Richie Sambora)
2. Social Disease - 4:18 (Bon Jovi, Sambora)
3. Edge Of a Broken Heart - 7:25 (Bon Jovi, Sambora)
4. Raise Your Hands (Bon Jovi, Sambora)

## Classifiche
| Classifica (1987)             | Posizione massima |
| ----------------------------- | ----------------- |
| Australia                     | 26                |
| Belgio (Fiandre)              | 28                |
| Irlanda                       | 4                 |
| Nuova Zelanda                 | 38                |
| Paesi Bassi                   | 59                |
| Regno Unito                   | 21                |
| Stati Uniti (mainstream rock) | 11                |